# Massimiliano Ravalle
Pas d'image ? Cliquez ici

a Compétitions nationales et continentales officielles uniquement.

b Matchs officiels uniquement.
Massimiliano Ravalle, né le 18 juin 1988 à Catane (Italie), est un joueur italien de rugby à XV. Il évolue au poste de pilier.

## Biographie
Massimiliano Ravalle naît à Catane en Italie. Il évolue en club avec Rugby Rovigo après être passé dans sa formation de jeune au CUS Catania, puis à Parme de 2006 à 2009.
Massimiliano Ravalle a joué avec l'équipe d'Italie des moins de 20 ans avant d'intégrer l'équipe nationale réserve.